# Svenska Vindsurfingförbundet
Svenska Vindsurfingförbundet är ett svenskt specialidrottsförbund för vindsurfning. Det är ett klassförbund som lyder under Svenska Seglarförbundet.
Förbundet samordnar regelverk och tävlingskalendrar för nationella tävlingar som ingår i svenska cupen.